# Renata Mizrahi
Renata Mizrahi (Rio de Janeiro, 25 de setembro de 1979), é uma  roteirista, dramaturga e diretora de teatro brasileira.
Como autora, foi duas vezes vencedora do Prêmio Zilka Sallaberry de Teatro Infantil: em 2010, pelo texto de Joaquim e as estrelas, e em 2012, pelo texto de Coisas que a gente não vê. Em 2015, Renata venceu o Prêmio Shell de Teatro pelo texto da peça Galápagos.
Nascida em 1979 no Rio de Janeiro, estudou Artes-Cênicas na UNIRIO, Dramaturgia para Novela na Oficina de Autores da Globo e Cinema na EICT em Cuba (Escuela Internacional de Cine e TV).
Na TV:
- Escreveu a segunda Temporada da série inédita Matches para Warner (produtora Migdal) ainda inédita.
- Escreveu três episódios da quarta temporada de “A Vila” para o Multishow (produtora A Fábrica)
- Fez o argumento e roteirizou o Especial para Rede Globo Brasília, o média metragem “Maria”, com direção de Iberê Carvalho (Pá Virada Filmes e Globo Filmes). Será filmado em 2021 devido a pandemia.
- Escreveu a série (ainda inédita) para o canal Curta: Cias de Teatro Brasileira.  Produtora Camisa Listrada, direção de Roberto Bomtempo.
- Formatou e escreveu o programa “Tem Criança Na Cozinha” do canal Gloob. (Samba Filmes/direção de Luiz Igreja). O Programa foi indicado ao Prêmio Emmy Kids 2016 na categoria “reality” e ganhou o Prêmio Comkids de melhor programa em 2014.
- Foi uma das roteiristas do programa para o GNT “Minha Estupidez”, idealizado por Fernanda Torres. (Conspiração Filmes/direção de Mini Kerti).
- Escreveu a Segunda Temporada da Série “Homens São de Marte, é Pra Lá que Eu Vou” do canal GNT (Zola/ direção de Susana Garcia).
- Foi uma das roteiristas do programa Zorra Total nos anos de 2013 a 2015, para a TV Globo.  ( TV Globo, Direção de Maurício Sherman)
- Escreveu a segunda temporada do Programa “Tempero de Família” para o GNT. (AGF Produções, direção Tatiana Delamare)
- Foi primeira roteirista do Núcleo Pávirada Filmes em 2015 da série infanto-juvenil Pinna e Otto, o Enigma da Maldição.
- Desenvolve as séries: Liga da Estrelas (surreal filmes), Village (Morena Filmes) , A Garota do Norte (Pávirada Filmes)
- Fez Oficina de Autores da TV Globo em 2010.
- Trabalhou como roteirista da Conspiração Filmes em 2011.
- Trabalhou como roteirista da TV Globo em 2013/2014.
No Cinema:
- Foi finalista do prêmio Cabíria 2020, na categoria Argumento Longa metragem Infanto-juvenil, pelo argumento RODANTE.
-  Ganhou prêmio de melhor roteiro de Longa Metragem no  11.º Festival de Cinema de Triunfo -    por Amores de Chumbo. Filme que escreveu com Tuca Siqueira. (Plano 9/direção Tuca Siqueira)
- Idealizou, escreveu e produziu o curta metragem “Bodas” com Othon Bastos e Suzana Faini. O filme se apresentou na mostra paralela do Festival de Cannes, no Festival de Vancouver e Madrid, entre outras. Direção de Alexia Maltner. O filme ganhou prêmio de Melhor Filme no Primeiro Festival Internacional de Le Gent Gran de Barcelona 2019.
- Idealizou e escreveu “Os sapos”, baseado em sua peça de mesmo nome, com direção de Clara Linhart (Gamarosa Filmes) - o curta participou dos festivais Curta Cinema (RJ) e Janelas (PE), entre outros. 
- A sua versão longa metragem será filmada em 2021 através do edital Prodecine 1 FSA.  Também com direção de Clara Linhart (Gamarosa Filmes)

-  Escreveu Longa Metragem “Bodas às Avessas” Com Sílvio Guindane, que será filmado em 2021
-  Desenvolve seu roteiro original do “O pai de aluguel”,  (produtora Migdal Filme)
- Desenvolve o roteiro do longa “Marrom- Nem Preto, Nem Branco? (produtora Morena Filme)
- Desenvolve sua série original “Village” (produtora Morena Filmes)
-Desenvolve o Longa A Garota da Onda  (Laranjeiras filmes) 
Como consultora de roteiro no audiovisual:
- Deu Master Class no Cabíria Festival 2021 de argumento de Longa Conteúdo Inafnto-juvenil
- Mesa sobre teatro/cinema no ROTA festival 2021
- Foi consultora do OEI 2020 - Festival de Novos Roteiros
- Fez consultoria de mais de 24 projetos de curtas metragens de ficção através de seu curso Da sinopse ao Roteiro
- Foi consultora de projetos de curta para o conteúdo infanto-juvenil na Roteiraria
- Foi consultora de projetos do Curso Livre de Formação em Roteiro AIC por 5 anos, onde também coordenou o  curso, e dos projetos do Filmworks (2015 a 2020)
Fez consultoria para o argumento Longa infanto-juvenil Rodante de Renata Diniz (2020)
- Fez consultoria para o argumento média metragem O Bolo de Renata Diniz
- Fez a consultoria para o Longa Infanto-juvenil Abigail e a Girafa, através do edital FAC 2018
no Teatro
- É vencedora do Prêmio Shell 2014 por “Galápagos”, direção de Isabel Cavalcanti. Por Galápagos também foi indicada ao Prêmio Cesgranrio 2014 por “Galápagos” e ao Prêmio APTR 2014.
-  É vencedora dos prêmios Zilka Salaberry de Melhor Texto em 2012 e 2010, pelas peças “Coisas que a gente não vê”, direção de Joana Lebreiro e “Joaquim e as estrelas”, direção de Diego Molina.
- Foi indicada a melhor texto por “Silêncio!” nos Prêmios FITA 2014 e Prêmio Cesgranrio 2014. A peça ganhou prêmio Cesgranrio 2014 de melhor atriz para Suzana Faini, que também foi indicada ao Prêmio Shell. O ator Jitman Vibranovski ganhou o Premio de Melhor ator FITA 2014 ao lado de Suzana Faini que ganhou melhor atriz.
- Foi indicada a melhor texto por “ Os sapos” nos Prêmios Cesgranrio e ao FITA 2013 de Melhor Texto e Revelação de Melhor Direção. A peça ganhou prêmio FITA 2014 de melhor atriz para Verônica Reis e melhor atriz coadjuvante para Paula Sandroni.
- Foi indicada a Melhor Texto por “Marrom- Nem Preto, Nem Branco?” no Prêmio Zilka Salaberry 2017, Prêmio CBTIJ(2017)  e no Prêmio Botequim Cultural direção de Marcelo Alonso Neves.
- Foi indicada a melhor texto adaptado por “Ludi Na Revolta da Vacina”, adaptação do livro de Luciana Sandroni nos Prêmio CBTIJ(2017)  e no Prêmio Botequim Cultural 2017.
- Foi indicada ao Prêmio Zilka Salaberry 2013 pelo texto infantil “Nadistas e Tudistas”, com direção de Daniel Herz .
- Escreveu “Chica da Silva – O Musical”, direção de Gilberto Gawronski. A peça recebeu Prêmio Shell de melhor atriz (Vilma Melo). (estreou em 2016)
-  Seu esquete “Isso Foi Apenas Uma Cena Curta” foi selecionado para ser encenado em Londres no evento “Vozes Contemporânea do Brasil” no Theatre 503.
-  Estreou em 2019 com a peça adulta, “Vale Night”, onde assina texto e direção.
- Estreou em janeiro de 2020   “Gabriel Só Quer Ser Ele Mesmo”, musical assina texto e a direção ao lado de Priscila Vidca
-  Também escreveu “O que é que ele tem?”, monólogo escrito para Louise Cardoso, inspirado no livro de Olívia Biyghton, direção de Fernando Philbert.
-  Escreveu “ E se Mudássemos de Assunto” com direção de Marcos França.
- Escreveu “O Olho de Vidro, direção de Vera Holtz e Guilherme Leme Garcia.
- Outras pelas encenadas: “WAR”, direção de Diego Molina. “Bette Davis e a Máquina de Coca-Cola”, direção de Diego Molina, “O Jardim secreto”, direção de Rafaela Amado e Mariah Stuart; “Momo e o senhor do tempo”, direção de Cristina Moura; “Caixa de Phósphourus”, Direção de Susanna Kruger, “Nada que eu disser será suficiente até que o sol se ponha”, direção de Diego Molina; “Um dia Anita” (com Julia Spadaccini), direção de Diego Molina, entre outras.

Professora de dramaturgia/roteiro:
- Foi coordenadora e professora do curso de Formação de Roteiro da AIC RJ (Academia  Internacional de Cinema). Professora também do terceiro período do curso técnico de direção de cinema Filmsworks, e de Cinema Livre, da mesma escola.
- Foi coordenadora e professora do curso de Conteúdo Infanto Juvenil da AIC RJ (Academia  Internacional de Cinema)
- Deu oficina de roteiro no Festival Guarnicê (UFMA) em 2020
- É professora de dramaturgia e roteiro do Curso Livre da CAL (Casa de Artes de Laranjeiras).
- Foi Professora de dramaturgia do Projeto Sesc Dramaturgia, onde percorreu 6 cidades do país: Campo Grande e Corumbá (MS), Salvador, Santo Antônio de Jesus e Jequié (BA) e Parati (RJ). 
- Foi Professora de dramaturgia do Projeto Sesi Dramaturgia 2016 – Unidade de Campos do Goytacazes. Foi professora de dramaturgia do projeto Manguinhos em Cena, coordenado pela Cia. do Gesto.
- Foi professora de dramaturgia do Projeto Maratona Teatro de Nós, onde percorreu as cidades do interior do Rio de Janeiro (Angra dos Reis, Três Rios, Friburgo e Duque de Caxias). Foi professora de dramaturgia do Festival de Inverno do Sesc Rio, onde percorreu duas cidades: Teresópolis e Petrópolis. Foi professora de curso livre de dramaturgia da Sede das Cias.
- Foi professora de dramaturgia da Caravana Petrobrás BR, com suas peças Silêncio! E Os Sapos nas cidades: Salvador (BA), Aracaju (SE), Belo Horizonte(MG), Campinas (SP) e Duque de Caxias (RJ). Em 2016 deu duas oficinas de dramaturgia na Sede das Cias, na Escadaria Selarón, Lapa.

## Obras no Teatro
. 2020 - Gabriel Só Quer Ser Ele Mesmo
2019 - Vale Night
2018 - O que é que Ele Tem?
2018- O Olho de Vidro 
2016 - Chida Silva- O Musical
2016 - Marrom? Nem Preto, Nem Branco?
- 2015 - War
- 2014 - Galápagos
- 2014 - Silêncio!
- 2013 - Os sapos
- 2013 - O jardim secreto (adaptação)
- 2012 - Bette Davis e a Máquina de Coca-Cola (com Jô Bilac)
- 2012 - Caixa de Fósforos.
- 2012 - Coisas que a gente não vê
- 2011 - Francisco e o mundo
- 2010 - Joaquim e as estrelas
- 2007 - Lar...  (Com César Amorim e Fernando Caruso)
- 2007 -Um dia Anita (com Julia Spadaccini)
- 2007 - Cuide bem das orquídeas
- 2001 - Rua dos Sonhadores
- 2006 - Nada que eu disser será suficiente até que o sol se ponha
- 2003 - 5 Atos